# Bowman (Dacota do Norte)
Bowman é uma cidade localizada no estado norte-americano de Dacota do Norte, no Condado de Bowman.

## Demografia
Segundo o censo norte-americano de 2000, a sua população era de 1600 habitantes. 
Em 2006, foi estimada uma população de 1487, um decréscimo de 113 (-7.1%).

## Geografia
De acordo com o United States Census Bureau tem uma área de 
3,4 km², dos quais 3,4 km² cobertos por terra e 0,0 km² cobertos por água. Bowman localiza-se a aproximadamente 903 m acima do nível do mar.

## Localidades na vizinhança
O diagrama seguinte representa as localidades num raio de 36 km ao redor de Bowman. 